# Leigh Clifford
Leigh Clifford es el actual presidente de Qantas Airways Limited. Clifford fue nombrado presidente en la Reunión General Anual de la compañía de 2007 en noviembre de dicho año. Clifford fue director del Grupo Río Tinto desde abril de 2000 hasta abril de 2007. Clifford reside en Melbourne, Australia y es también uno de los directores de Barclays Bank plc.
Es actualmente el abonado n.º 1 del Essendon Football Club.